# Баргеловский, Марек
Марек Юзеф Баргеловский (пол. Marek Józef Bargiełowski; 11 сентября 1942 — 23 марта 2016) — польский актёр театра, кино, радио и телевидения; также актёр озвучивания и театральный режиссёр.

## Биография
Родился в Стараховице (Свентокшиское воеводство Польши, тогда — во время второй мировой войны — Генерал-губернаторство). Актёрское образование получил в Театральной академии им. А. Зельверовича в Варшаве, которую окончил в 1967 году. Дебютировал в театре в 1967 г. Актёр театров в Торуне, Лодзи и Варшаве. Выступал также в спектаклях польского «театра телевидения» (с 1973 года) и «театра Польского радио».
Его брат — театральный режиссёр, актёр, писатель и сценарист Даниэль Баргеловский.

## Избранная фильмография
актёр:
- 1966 — Брак по расчёту / Małżeństwo z rozsądku
- 1974 — Первый правитель (Гнездо) / Gniazdo
- 1975 – История греха – Адольф Хорст, квартирант
- 1976 — Периферийный роман / Romans prowincjonalny
- 1978 — Что ты мне сделаешь, когда поймаешь / Co mi zrobisz jak mnie złapiesz
- 1982 — Долина Иссы / Dolina Issy
- 1982 — Крик / Krzyk
- 1982 — Скучная история / Nieciekawa historia
- 1983 — Внутреннее состояние / Stan wewnętrzny
- 1984 — Это только рок / To tylko rock
- 1984 — Год спокойного солнца / Rok spokojnego słońca
- 1985 — Райская яблоня / Rajska jabłoń
- 1985 — Дезертиры / C.K. Dezerterzy
- 1986 — Предупреждения / Zmiennicy (только в 15-й серии)
- 1987 — Палата № 6 / Sala nr 6
- 1989 — Лава / Lawa
- 1989 — Моджеевская / Modrzejewska
- 1990 — Корчак / Korczak
- 1999 — Право отца / Prawo ojca
- 2002 — Ведьмак / Wiedźmin (только во 8-й серии)

польский дубляж:
- Бэйб: Четвероногий малыш, Дак Доджерс, Звёздный путь: Вояджер, Золотой компас, Лис и пёс, Повелитель страниц, Скуби-Ду и легенда о вампире, Том и Джерри. Детские годы

## Признание
- 1974 — Награда за роль — Калишские театральные встречи.
- 1987 — Золотой Крест Заслуги.
- 2008 — Серебряная медаль «За заслуги в культуре Gloria Artis».